# Я сама
«Я сама» — російський кримінальний фільм режисера Ігоря Максимчука за сценарієм Миколи і Петра Іванових. У фільмі знімалися Віра Глаголєва та Олександр Філіппенко. Музику написав професор Московської консерваторії Анатолій Биканов. Прем'єра фільму відбулася в 1993 році.

## Сюжет
Бандити вбивають Сергія на очах дружини і сина. Син убитого втрачає дар мови. Надія, дружина Сергія, теж не в силах перенести удар. Вбивство чоловіка буквально стоїть перед її очима і вдень і вночі.
Міліція, як здається Надії, діє повільно і безрезультатно і вона виносить вирок самостійно і вирішується привести його у виконання.

## У ролях
| Актор                      | Роль                            |
| -------------------------- | ------------------------------- |
| Віра Глаголєва             | Надя                            |
| Олександр Філіппенко       | Воронцов                        |
| Олександр Соловйов         | Сека Нестеров                   |
| Олександр Панкратов-Чорний | циган                           |
| Віктор Павлов              | слідчий                         |
| Борислав Брондуков         | міліціонер                      |
| Любов Соколова             | медсестра Валентина Никифорівна |
| Тетяна Говорова            | тітка                           |
| Ігор Волков                | Андрій                          |
| Валерій Гаркалін           | слідчий Приходько               |
| Сергій Степанченко         | Гостін                          |
| Валерій Немешаєв           | Муха                            |
| Олександр Коданєв          | Довгий                          |
| Борис Зайденберг           | прокурор                        |
| Олексій Ванін              | дільничний                      |
| Саша Парінчук              | Діма                            |
| Ольга Матешко              | сусідка Валентина               |

Епізоди:
- Софія Бєльська
- Ірина Токарчук
- Володимир Плотніков
- І. Гіллер
- Олена Антонова
- А. Куриленко
- С. Брисюк
- Юрій Федоров
- Ш. Кобахідзе
- Микола Семенов
- Віктор Плотников
- М. Мчедлішвілі

## Знімальна група
- Сценарий: Микола і Петро Іванови
- Режисер-постановник: Ігор Максимчук
- Оператор-постановник: Володимир Кислицин
- Композитор: Анатолій Биканов
- Звукооператор: Едуард Гончаренко
- Художник-постановник: Василь Звєрєв
- Режисер: Лариса Певень
- Оператор: Марлен Майсурадзе
- Художник по костюмах: Жанна Осипович
- Художник-гример: Людмила Кубальська
- Режисер монтажу: Тамара Прокопенко
- Режисерська група: Л. Горі, В. Бєлозоров, Н. Кріпакова, М. Царенко
- Операторська група: Роман Артемін, Олег Семіков
- Художник-декоратор: Тетяна Токарєва
- Майстри по світлу: Г. Нечипуренко, І. Мелехов
- Звукорежисер: В'ячеслав Карасьов
- Запис музики: Тамара Бриль
- Оркестр під керуванням Віктора Петрова
- Головний консультант: підполковник міліції Микола Посуховський
- Постановник трюків: В. Гаца
- Виконавчий продюсер і редактор: Тамара Хміадашвілі
- Установник кольору: Ж. Куншенко
- Директор-консультант: Л. Брагіна
- Адміністративна група: Г. Компанієць, В. Кокошко, А. Горбик, М. Мчедлішвілі, Т. Банокіна
- Директор картини: Алла Машковська, Олег Могучов